# Silicon Knights
Silicon Knights war ein kanadischer Videospiele-Entwickler, der 1992 von Denis Dyack gegründet wurde. Sitz des Unternehmens ist St. Catharines, Ontario.
In den letzten Jahren verließen immer mehr Mitarbeiter aufgrund von Unzufriedenheit mit der Geschäftsführung die Firma, weswegen das Studio letztendlich nicht mehr die Qualität seiner Software sichern konnte. Zudem wurde das Studio 2012 nach einer gerichtlichen Auseinandersetzung mit Epic Games zu einer Schadensersatzzahlung über 4,5 Mio. Dollar verurteilt und bekam vom Gericht aufgetragen, den Vertrieb aller Spiele auf Basis der Unreal Engine 3 einzustellen und deren Quellcode zu vernichten. In der Folge kam es im Mai 2014 zum Bankrott des Studios.

## Entwickelte Spiele
- Cyber Empires (1992)
- Fantasy Empires (1993)
- Dark Legions (1994)
- Blood Omen: Legacy of Kain (1996) (Sony PlayStation, PC)
- Eternal Darkness: Sanity’s Requiem (2002) (Nintendo GameCube)
- Metal Gear Solid: The Twin Snakes (2004) (Nintendo GameCube)
- Too Human (Xbox 360)

## Eingestellte Spiele
- The Ritualyst (für Sega, angepeilt für 2008) (Xbox 360, PlayStation 3)[1][4]
- Zwei „Too Human“-Nachfolger[5][1]